# سوني وينتيرز
سوني وينتيرز (بالإنجليزية: Sonny Winters)‏ هو لاعب كرة قدم أمريكية أمريكي، ولد في 2 يونيو 1900 في نابوليون في الولايات المتحدة، وتوفي في 5 أكتوبر 1945.